# Mare Marjanović
Pour les articles homonymes, voir Marjanović.
Ivan Marijan « Mare » Marjanović, né en 1904 en Autriche-Hongrie et mort le 6 mars 1983, est un ancien joueur de football international yougoslave (croate), qui évoluait au poste de défenseur.

## Biographie

### Carrière en sélection
Avec l'équipe de Yougoslavie, il joue 6 matchs (pour aucun but inscrit) entre 1924 et 1926. 
Il figure dans le groupe des sélectionnés lors des Jeux olympiques de 1924 et de 1928. Lors du tournoi olympique de 1924, il joue un match au Stade olympique Yves-du-Manoir de Colombes face à l'Uruguay. En revanche il ne joue aucun match lors du tournoi olympique de 1928 organisé à Amsterdam.
Le 3 octobre 1926, il joue un match face à la Roumanie comptant pour la King Alexandru's Cup.